# Escribano Mechanical & Engineering

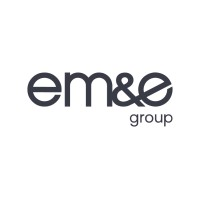
Logo oficial de Escribano Mechanical and Engineering (EM&E)

Escribano Mechanical & Engineering (EM&E Group) es una empresa de defensa española fundada en 1989. Dado su reciente crecimiento, juega un papel destacado en la industria militar a nivel nacional, europeo e internacional. Mantiene relaciones comerciales y de cooperación con Indra, Airbus y Raytheon, entre otros actores relevantes en el sector de la seguridad, y está presente en más de veinticinco países. 

## Historia
Escribano empezó como un pequeño taller de mecanizados en Coslada en 1989. A lo largo de la década del 2010 comenzó un periodo de rápida expansión en el sector de defensa. En 2023 se hizo con el 8% de las acciones de la multinacional Indra (empresa que cotiza en el IBEX 35), convirtiéndose en su segundo mayor accionista. Posteriormente, aumentó su inversión en esta compañía hasta superar el 14 %.

## Sedes y oficinas
EM&E goza de una amplia implantación territorial en España. A mediados de 2025, tras la adquisición de una planta de fabricación en Linares (Jaén), Escribano Mechanical & Engineering gestionaba los siguientes centros de producción y oficinas: 
- Sede central de Alcalá de Henares (Madrid): 45.000m2 entre la fábrica y las oficinas de dirección.
- Valle de San Juan de El Viso: un centro de pruebas de ochenta hectáreas sito en La Alcarria y ubicado entre los términos municipales de Alcalá de Henares, Torres de la Alameda y Villalbilla (pedanía de Los Hueros). Este centro tecnológico ocupa unas antiguas instalaciones militares levantadas en los terrenos de un antiguo eremitorio de Padres Trinitarios Descalzos que le da nombre al cerro.
- Córdoba: oficinas y una planta de fabricación de 23.000m2 .
- Binéfar (Huesca): fábrica de soluciones robotizadas (antigua Aunav) de más de 11.000m2.
- Avilés (Asturias): centro tecnológico E4Defence.
- Cádiz: oficinas.
- Valencia: diversas instalaciones y centros de producción.

Fuera de España, EM&E está presente en diversos países por su importancia estratégica (Bélgica, India, Malasia, Perú, Ucrania y Emiratos Árabes).

## Proyectos
Escribano participa, entre otros, en los siguientes proyectos:
- Dragón 8x8 (vehículo de combate de infantería)[8]
- VAC (transporte blindado de personal)[9]
- SILAM (lanzacohetes múltiple)[10][11]
- Clase F-110 (fragatas)[12]
- Arma láser antidron,[13] el Programa Sigilar.
- C-295 Armed (torre orientable electro-óptica Door Gun System)[14]